# Nikolaus Walter (Fotograf)
Nikolaus Walter (* 3. April 1945 in Rankweil) ist ein österreichischer Fotograf.

## Leben
Nikolaus Walter wurde in Rankweil als Sohn der Kunststudentin Liebgart Walter geboren. Sein Vater fiel im Oktober 1944 bei Klausenburg, Rumänien. Er lebte danach in Altenstadt und Feldkirch. Von 1964 bis 1967 besuchte er die Höhere Graphische Bundes-Lehr- und Versuchsanstalt in Wien. Er hat eine Tochter.
Nikolaus Walter lebt und arbeitet in Feldkirch.

## Auszeichnungen
- 1977 Kodak-Fotobuchpreis für Toronto Cowboy.
- 1994 Schönste Bücher aus aller Welt für das Stadtbuch Feldkirch.

## Fotograf
Nach einer Reise nach Manchester und Dublin erhielt Nikolaus Walter 1968 eine Anstellung bei Wallace Heaton, Fotohändler in London, in der Reparatur- und Serviceabteilung. 1969 wurde er Ansichtskartenfotograf bei Francis Frith & Co. in Reigate. Im Zuge einer USA-Reise 1970 arbeitete er für Publishers Weekly in New York. Von 1971 bis 1972 Aufenthalte in Neuseeland und Toronto und Arbeit am Projekt Toronto Cowboy. 1973 arbeitete für die Textildruckfirma Rueff in Muntlix. 1974 traf er erstmals Otto Breicha. 1974 beginnt Walter mit Pressefotografie für die Stadt Bregenz und arbeitet von 1977 bis 2002 über das Große Walsertal. 1977 Arbeiten für die Lebenshilfe Vorarlberg. Von 1982 bis 2000 Arbeiten für die Schubertiade Vorarlberg.  1983 Fahrten an die französische Atlantikküste und nach Spanien. Von 1984 bis 1986 Beschäftigung mit Arbeitswelten in Fabriken in Tirol und Vorarlberg. Von 1984 und 1999 Arbeiten für die Bregenzer Festspiele. 1986 Reise nach Nicaragua, 1987 nach Portugal. Von 1987 bis 2006 Fotografie für die Arbeiterkammer Vorarlberg und für das Institut für Sozialdienste. 1990 begleitete er Hilftransporte nach Siebenbürgen in Rumänien. 1990 und 2003 Arbeiten für die Caritas Vorarlberg. 1996 Reise nach Brasilien und 1997 Reise nach Kalkutta und auf die Sundarbans in Indien und Begleitung von Hilfslieferungen nach Kostjukowka in Belarus. Von 1999 bis 2002 Arbeiten für das Theater für Vorarlberg. 1999 Reise nach Südindien.

## Publikationen
- mit Joe Berger (Text): Toronto-Cowboy. Palmenpresse, Köln 1977.
- mit Kundeyt Şurdum: Landlos. Türken in Vorarlberg. Bildband, 1991.
- Frastanz. Bildband, Herausgegeben von der Gemeinde Frastanz, Frastanz 1997.
- mit Franz Kabelka: Sieben Gute-Nacht-Geschichten. Herausgegeben vom Vorarlberger Autorenverband, Texte von Elke Burtscher, Ruß, Schwarzach 1998, ISBN 3-85258-040-4.
- mit Gernot Kiermayr (Text): Liechtenstein. Licht und Schatten. Redaktion Cornelia Gassner, GMG-Verlag Schaan 2001, ISBN 3-906264-23-8, Werd-Verlag Zürich 2001, ISBN 3-85932-373-3.
- mit Margarethe Mark: Mostäpfel und Kolbenringe. Rankweiler Bilderbogen. Herausgegeben von der Marktgemeinde Rankweil, Rankweil 2003, ISBN 3-901469-14-1.
- Steiles Erbe. Das große Walsertal. Photographien aus 25 Jahren. Fotobuch, Beitrag von Elisabeth Burtschen, Beitrag von Ernst Lörmayr, Brandstätter, Wien 2003, ISBN 3-85498-258-5.[1]
- mit Willibald Feinig: Vergessener Gesandter. Denkmal für Johannes XXIII. Müller, Salzburg 2004, ISBN 3-7013-1084-X.
- mit Lucia Feinig-Giesinger (Quilts), Willibald Feinig (Text) Vernähte Zeit/Sasiveno vrijeme/Time Sewn Up – Die Bosna Quilt Werkstatt. Otto Müller, Salzburg, 3. Auflage, 2007 (mit Übersetzung ins Bosnische und Englische) ISBN 978-3-7013-1139-2.
- mit Alfred Komarek: Feldkirch. Bildband, Herausgegeben von der Stadt Feldkirch, Bucher, Hohenems 2010, ISBN 978-3-902679-78-9.
- Gegen die Betten gerichtet. Fotografien aus den Jahren 1968 bis 2023, mit Texten von: Andreas Rudigier, Johanna Ess, Monika Helfer, Willibald Feinig. Salzburg: FOTOHOF EDITION, 2023. ISBN 978-3-903334-62-5.